# Parroquia Jesús María (Ecuador)

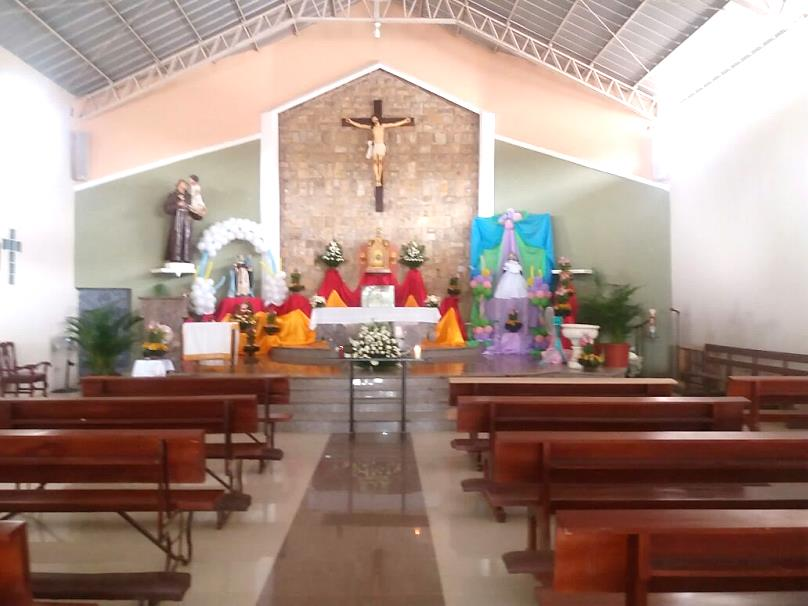
Iglesia Católica de la Parroquia Jesús María

La parroquia rural Jesús María pertenece al cantón Naranjal, Ecuador a partir del 13 de diciembre de 1960. Anteriormente pertenecía al cantón Guayaquil.
Cada 22 de noviembre, fecha de fundación, se realizan las festividades establecidas por los primeros ciudadanos y juntas parroquiales. 
La parroquia eclesiástica fue fundada en el año 1997 con el nombre de San Antonio de Padua, favorecedor de la Parroquia Jesús María; su festividad se efectúa el 13 de junio de cada año. 
En el año 1974 el INEC estableció que la población de la parroquia era 2678; en 2010 de 6427, en el 2015 según las proyecciones mediante la tasa de crecimiento de la parroquia Jesús María tendría 7962 habitantes.
Está a 230 m s. n. m., al noroccidente y a 28,50 kilómetros de su cabecera cantonal. Goza de una temperatura promedio de 24 grados centígrados, con una alta pluviosidad principalmente en estación de invierno.

## Actividad Económica
La población Económicamente Activa (PAE) de Jesús María, constituye que el comercio al por mayor y menor es de aproximadamente 7,10%, transporte y almacenamiento de 3,0%, hospedaje y comidas 2,3%, edificación 2,8%, industrias manufactureras 2,2%, enseñanzas 1,3%, negocios administrativos y de apoyo 1,1%, entre otras actividades.
Las primeras rama agricultura, ganadería, silvicultura y pesca, amparadas básicamente, en cultivos de banano y cacao. Los diferentes gobiernos (Central y Local) según su nivel de competitividad, establecen programas para fomentar el sector agrícola en el sector de infraestructura de riesgo, vial, preparación de asistencia técnica, entre otros. 

### Producción agrícola

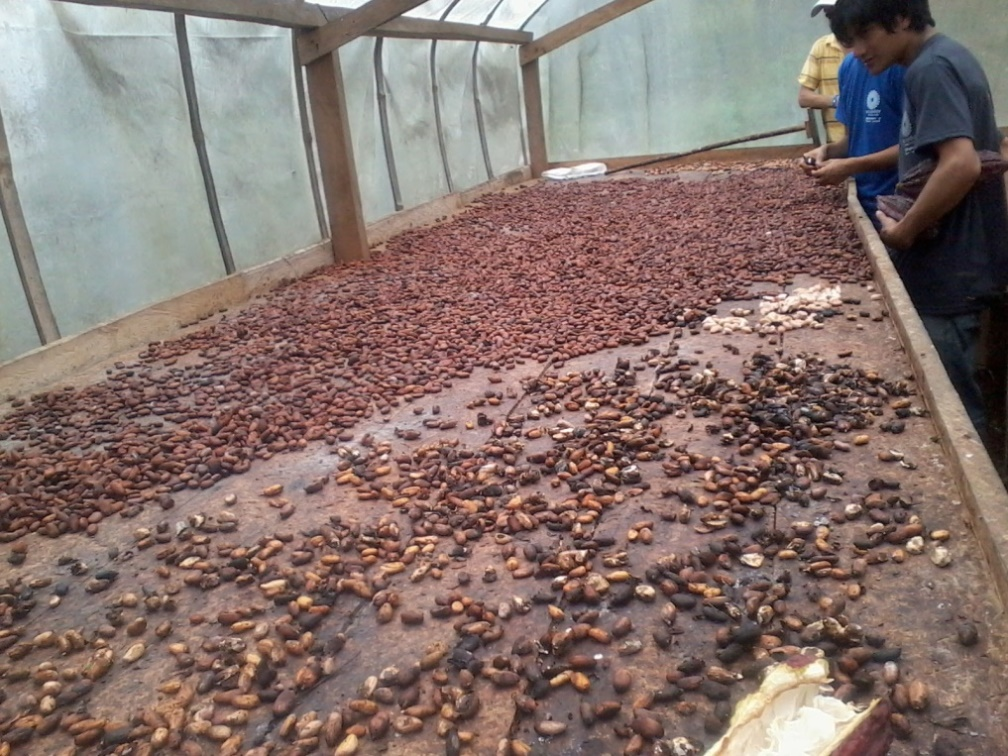
Producción de cacao en la parroquia Jesús María

Las haciendas ubicadas en la parroquia, proveen de frutos a las familias del sector, como el mamey, guaba, el zapote, cacao, naranja, entre otros; son distribuidos entre los propietarios.
La parroquia Jesús María cuenta aproximadamente con 1850 hectáreas de territorio parroquial, destinados al cultivo de banano y cacao. Este valor estimado multiplicado por el coeficiente de rendimiento promedio de banano en la provincia (4I Tm/Ha) da una producción anual alrededor de 75850 toneladas métricas, similar al 4% del volumen provincial.
Estas actividades, encierran proceso de producción, comercialización y exportación, estableciendo la mayor fuente de empleo al sector de la producción.
A modo de ejemplo, una finca de 10 hectáreas, se podría empezar una nueva plantación de banano, para continuar después con cacao una vez se tenga ya sombra, unos 9 meses después, para las 10 hectáreas, necesitarías plantar unas 12.000 matas, que supondrían unos 600 dólares a razón de 0,50 por mata, es decir unas 1.200 matas para una hectárea, una mata producirá un racimo en unos doce meses y considerando que cada racimo se vende por unos 3 dólares........

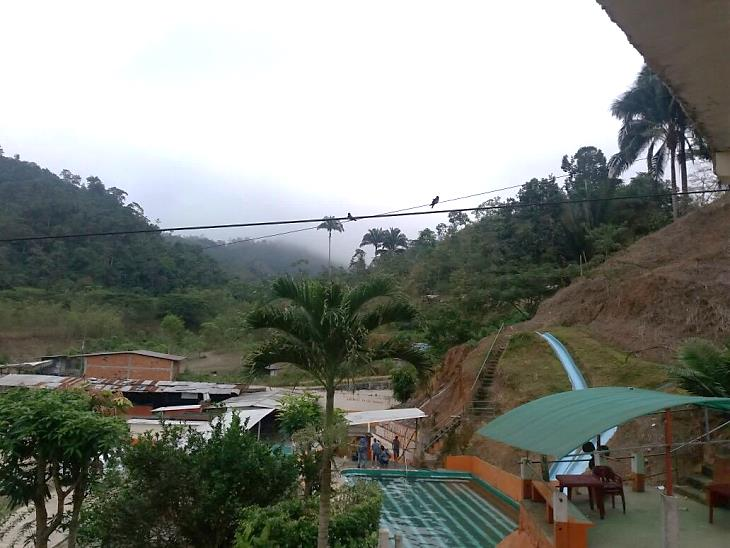
Balneario turístico de Jesús María

### Balnearios Aguas Termales de Jesús María
En el sector se localizan cuatro balnearios que aparte de sus piscinas con aguas termales brindan también alojamiento y alimentación con platos típicos de la costa a sus turistas:
- El Rey
- El Paraíso
- Amistad Latina
- Aguas Termales Jesús María

- Datos: Q30912316
- Multimedia: Jesús María, Ecuador / Q30912316